# シックス ハーフ
『シックス ハーフ』 (Six Half) は、池谷理香子による日本の漫画作品。
『Cookie』（集英社）にて2009年12月号から2015年1月号まで連載されていた。単行本は全11巻。

## あらすじ
交通事故で記憶を失った高校2年生の詩織。
家に戻り兄と妹と暮らし始めるが、ギクシャク感は否めない。そして学校に復帰した詩織を待っていたのは、「ビッチ」「援交」などの悪辣な噂。
自分を溺愛する兄、それとは正反対に自分への嫌悪感を隠さない妹。記憶をなくした詩織は居場所さえも失ってしまったのか。

## 登場人物
菊川 詩織（きくかわ しおり）
16歳、高校2年生。交通事故で記憶喪失になる。事故に遭う前はかなり派手な容姿で、頻繁に他人の彼氏を寝取るなどしていたため影で「ビッチ」と呼ばれていた。
明夫に「嫌いだ」と言われた夢（過去）を見、明夫と瑞希が付き合い始めたことをきっかけに、明夫のことを好きになってしまったことを自覚する。
事故前に雑誌の読者モデルに応募しており、そのオーディションで芸能事務所の人に見初められ、「くらた歩（あゆむ）」という芸名でモデルとしてデビューする。
菊川 明夫（きくかわ あきお）
21歳、大学2年生（浪人した）。詩織の兄。母親は10年前に離婚して家を出ていき、父親は前年に病死しており、2人の妹の面倒を見ている。詩織を「しーちゃん」、真歩を「まーちゃん」と呼び、2人からは「あーちゃん」と呼ばれる。詩織とは事故前に何か一悶着あったようだが、その様子は微塵も見せずにひたすら詩織を心配する。
両親の離婚後は実母と暮らしていたが、その母が亡くなり、既に再婚していた父に引き取られる。詩織は義母の連れ子だったため、血が繋がっておらず、真歩とは異母兄妹となる。
菊川 真歩（きくかわ まほ）
12歳、中学1年生。詩織の妹。地味で無口。詩織が事故に遭う前から散々「いつ見てもブス、ブスは惨め」と言われ続けてきたため、話すと腐った根性が伝染るからと、口を聞こうとしない。詩織がろくに父親の見舞にも来ず、最期を看取ることもしなかったことを根に持っている。
白石 開（しらいし かい）
中学時代から詩織一筋で、通算56回も告白するがいずれも玉砕、それでも諦められずに高校まで追いかけていき、再度告白し詩織もそれを受け入れ、付き合い始めた。それから間もなく自分が貸した原付バイクで詩織が事故に遭ったため罪悪感を持っていたが、短期間とはいえ付き合っていたこと自体を忘れられ別れる。家は酒屋で、両親共に放任主義者。
詩織の記憶が戻るまで、詩織の側にいることを決める。
横田 チカ（よこた ちか）
詩織のクラスメイト。「開のことを気に入った」と詩織に話した直後に、詩織が幾度となく振ってきた開と付き合い始めたことにキレ、詩織に関する根も葉もない悪辣な噂を流す。
松本 瑞希（まつもと みずき）
菊川兄妹の幼なじみ。明夫と小・中学校が同じで、ずっと明夫のことが好きだった。詩織の記憶が戻らなければいいと思っている。
明夫と詩織が血の繋がらない兄妹だと知り、2人が一つ屋根の下で暮らしていることに嫉妬し、明夫に詩織を追い出すよう訴える。しかし明夫が拒んだため、明夫と別れる。

## 書誌情報
- 池谷理香子 『シックス ハーフ』 集英社〈りぼんマスコットコミックス Cookie〉全11巻
  1. 2010年06月15日発売、ISBN 978-4-08-867061-4
  2. 2010年11月15日発売、ISBN 978-4-08-867086-7
  3. 2011年04月15日発売、ISBN 978-4-08-867118-5、「彼は一生懸命」（『ヤングユー カラーズ』2003年2号）収録
  4. 2011年08月11日発売、ISBN 978-4-08-867135-2
  5. 2012年02月15日発売、ISBN 978-4-08-867180-2
  6. 2012年08月10日発売、ISBN 978-4-08-867219-9
  7. 2013年02月15日発売、ISBN 978-4-08-867253-3
  8. 2013年08月09日発売、ISBN 978-4-08-867286-1
  9. 2014年02月14日発売、ISBN 978-4-08-867315-8
  10. 2014年10月15日発売、ISBN 978-4-08-867343-1
  11. 2015年03月13日発売、ISBN 978-4-08-867364-6